# Acalolepta convexa
Acalolepta convexa es una especie de escarabajo longicornio del género Acalolepta, tribu Monochamini, subfamilia Lamiinae. Fue descrita científicamente por Pascoe en 1866.
Se distribuye por Indonesia. Mide aproximadamente 21-24 milímetros de longitud.